# Doctrine van het Midden
De Doctrine van het Midden (Zhongyong) is een Chinees geschrift dat deel uitmaakt van de Vier Boeken van het Confucianisme. Het werk beschrijft de gouden weg van het midden die moet leiden naar een deugdzaam leven. Het werk wordt in de Nederlandse vertaling van de I Ching door Richard Wilhelm Maat en Midden genoemd. 

## Ontstaan
Volgens de traditie zijn de 33 korte hoofdstukken van de Zhongyong geschreven door Kong Ji (孔伋, ook wel 'Zisi' 子思), de enige kleinzoon van Confucius. Deze toeschrijving is twijfelachtig, vermoedelijk is het werk pas rond 200 v.Chr. tot stand gekomen. Het geschrift vormde oorspronkelijk een hoofdstuk van de Liji, maar circuleerde ook als zelfstandig werk. Gedurende de Song-tijd trad binnen het Confucianisme de beweging van de 'Studie van de Weg' (daoxue, 道學) op de voorgrond. Deze stroming werd ook wel 'Studie van het Universele Principe' (lixue 理學) genoemd, maar was in het westen beter bekend onder de naam neo-Confucianisme. Men baseerde zich niet meer primair op de Vijf Klassieken, maar allereerst op vier vroeg-Confucianistische geschriften. Dit waren behalve de Doctrine van het Midden, de Gesprekken van Confucius, de Mencius en de Grote Leer. Zij zijn in 1190 door Zhu Xi samengevoegd tot de Vier Boeken als inleiding op het Confucianisme. De vier geschriften waren tussen 1313 tot 1905 verplichte leerstof voor iedereen die van plan was deel te nemen aan de ambtenarenexamens.

## Inhoud
Het karakter zhong (中) betekent 'midden', 'centrum' en yong (庸) 'onveranderbaar'. De combinatie wordt vaak vertaald met 'het gouden midden', maar kan ook omschreven worden als  'evenwicht', 'matiging', 'rechtschapenheid', 'eerlijkheid', 'zonder vooroordelen' of 'correct gedrag'. In de Doctrine van het Midden is het begrip eigenlijk de weergave van een Confucianistisch ideaal dat van toepassing is op alle menselijke activiteiten en op al hun onderlinge relaties. Door voortdurend te kiezen voor de middenweg en extremen te vermijden komt men achter de 'Weg' (dao), die door de 'Hemel' (tian, 天) is vastgelegd en die leidt naar een deugdzaam leven. Overigens wijkt deze betekenis van een vastgelegde 'Weg' af van de betekenis bij het Taoïsme en het Boeddhisme. Daar zoekt iedereen naar zijn eigen individuele verlossing, wat kan leiden tot afwending van de maatschappij. In de Zhongyang is de 'weg' het volgen van de natuur, wat weer datgene was wat door de hemel werd voorschreven. Het cultiveren van de weg werd het 'onderwijs' genoemd. Dit belang van onderwijs sluit aan bij de leer van Mencius over de goedheid van de menselijke natuur die in de Zhongyong werd uitgebreid tot een leer van de harmonie tussen 'het al' en het menselijk gedrag.
Het model voor het juiste morele gedrag, het bereiken van de weg, werd gevormd door de leer van de 'vijf relaties'. Zij zijn in de Zhongyong voor het eerst vermeld en omvatten die tussen vorst en onderdaan, vader en zoon, echtgenoot en echtgenote, oudere broer en jongere broer en het verkeer tussen vrienden. De deugd werd bereikt op drie manieren: wijsheid, medemenselijkheid en moed.
In de Zhongyong staat de deugd van cheng (诚, 'integriteit', 'heelheid') centraal, het volledig in harmonie zijn met de natuur om zo spontaan onzelfzuchtig te handelen. Aan degene die de uiterste integriteit bezat werden krachten van kosmische dimensies toegekend:

Hij is in staat de draden tussen de mensen in het rijk te weven, de grote wortels ervan in te planten en de transformaties van hemel en aarde te kennen.
uit: Van der Leeuw, Het Chinese denken, p. 125.

## Vertalingen
- Legge, James, 'Confucian Analects, The Great Learning, and the Doctrine of the Mean' in: The Chinese Classics with a Translation, Critical and Exegetical Notes, Prolegomena, and Copious Indexes, deel 1, London (Trübner & Co), 1861.

Herziene tweede druk Oxford (Clarendon Press) 1893.
Herdruk van deze tweede druk: New York (Dover Publications) 1971, ISBN 0-486-22746-4.
- Mogan, Patrick Edwin, Three Smaller Wisdom Books. Lao Zi's Dao De Jing, the Great Learning (Da Xue), and the Doctrine of the Mean (Zhong Yong) / translated [from the Chinese] with introductions and commentaries by Patrick Edwin Mogan, Lanham (University Press of America) 1993, ISBN 0-8191-9214-7 (geb.), ISBN 0-8191-9215-5 (pbk.).